# Paradigma (Linguistik)
Ein Paradigma (griechisch παράδειγμα) ist in der Linguistik ein Schema, nach dem Wörter bzw. Satzteile gebildet werden. Insbesondere bezeichnet es die „Gesamtheit der Formen der Flexion eines Wortes, besonders als Muster für Wörter, die in gleicher Weise flektiert werden“. Beispiele sind das Flexionsparadigma von Verben (Konjugation) oder Substantiven (Deklination). Das Paradigma hat als Gegenbegriff das Syntagma.

## Varianten
- Das onomasiologische Paradigma entsteht aus einem übereinzelsprachlichen Begriff beziehungsweise Designat und dessen einzelsprachlicher Umsetzung, beispielsweise Gehalt, Sold, Lohn, Einkommen.
- Das semasiologische Paradigma ergibt sich aus bestimmten gemeinsamen Merkmalen von Lexemen, die durch Kommutation/Substitution ermittelt werden.